# 勒氏多鱗普提魚
勒氏多鱗普提魚，為輻鰭魚綱鱸形目隆頭魚亞目隆頭魚科的其中一種，分布於太平洋區的日本及夏威夷群島海域，棲息深度100-353公尺，體長可達25公分，生活習性不明，可作為食用魚。